# Hakkimanchnahalli, Krishnarajpet
Hakkimanchnahalli là một làng thuộc tehsil Krishnarajpet, huyện Mandya, bang Karnataka, Ấn Độ.